# رولاند کوکینی
رولاند کوکینی (انگلیسی: Roland Kökény؛ زادهٔ ۲۴ اکتبر ۱۹۷۵) قایقران کایاک اهل مجارستان بود.